# غورينيا
غورينيا (بالصربية السيريلية Гориња) هي قرية في البوسنة والهرسك. وهي تقع في بلدية بوزانسكا كروبا التابعة لكانتون يونا-سانا في اتحاد البوسنة والهرسك. طبقا لنتائج تعداد البوسنة عام 2013، فقد كان عدد سكانها 38 نسمة.

## التركيبة السكانية

### التطور التاريخي للسكان
| 1961 | 1971 | 1981 | 1991 | 2013 |
| ---- | ---- | ---- | ---- | ---- |
| 339  | 303  | 266  | 226  | 38   |

## وصلات خارجية
- (بالإنجليزية) Maplandia